# Metropolitans 92
Il Metropolitans 92 (conosciuto in precedenza anche come Paris-Levallois Basket o Levallois Metropolitans) è stata una società cestistica avente sede a Levallois-Perret, nella periferia di Parigi, in Francia. Fondata nel 2007 dalla fusione tra Paris Basket Racing e Levallois Sporting Club Basket, giocava nel campionato francese. A fine maggio dichiara bancarotta, ponendo fine al progetto sportivo.
Disputava le partite interne nel Palais des Sports Marcel Cerdan che può ospitare 4.000 spettatori

## Roster 2023-2024
Aggiornato al 18 novembre 2023.
|    | Naz.                                                   | Ruolo | Sportivo        | Anno | Alt. | Peso | Note |
| -- | ------------------------------------------------------ | ----- | --------------- | ---- | ---- | ---- | ---- |
| 2  | Stati Uniti (bandiera)                                 | C     | Josh Carlton    | 1999 | 208  | 111  |      |
| 3  | Francia (bandiera)                                     | P     | Matthieu Gauzin | 2001 | 192  |      |      |
| 5  | Francia (bandiera)                                     | GA    | Lahaou Konaté   | 1991 | 196  | 80   |      |
| 7  | Francia (bandiera)                                     | GA    | Jess Esso Essis | 2005 | 198  |      |      |
| 9  | Lituania (bandiera)                                    | AC    | Paulius Sorokas | 1992 | 203  | 100  |      |
| 10 | Stati Uniti (bandiera)                                 | G     | Tevin Brown     | 1998 | 196  | 79   |      |
| 11 | Francia (bandiera)                                     | A     | Ylan Esso Essis | 2005 | 203  |      |      |
| 12 | Francia (bandiera)                                     | C     | Moussa Dicko    | 2004 | 204  |      |      |
| 20 | Bosnia ed Erzegovina (bandiera)                        | G     | Amar Gegić      | 1998 | 200  | 89   |      |
| 21 | Francia (bandiera)                                     | AC    | Abdoulaye Loum  | 1991 | 209  | 104  |      |
| 24 | Bosnia ed Erzegovina (bandiera)                        | C     | Alen Omić       | 1992 | 216  | 111  |      |
| 25 | Stati Uniti (bandiera) · Macedonia del Nord (bandiera) | P     | Jordan Theodore | 1989 | 183  | 89   |      |
| 33 | Francia (bandiera)                                     | AP    | Axel Toupane    | 1992 | 201  | 95   |      |
| 35 | Stati Uniti (bandiera)                                 | A     | Fabian White    | 1998 | 203  | 104  |      |

### Staff tecnico
| Allenatore: | Jean-Paul-Besson |
| Assistente: |                  |

## Palmarès
- Coppa di Francia: 1

2012-2013
- Match des Champions: 1

2013

## Cestisti
- Jimmal Ball 2008-2011